# Otto Dressler

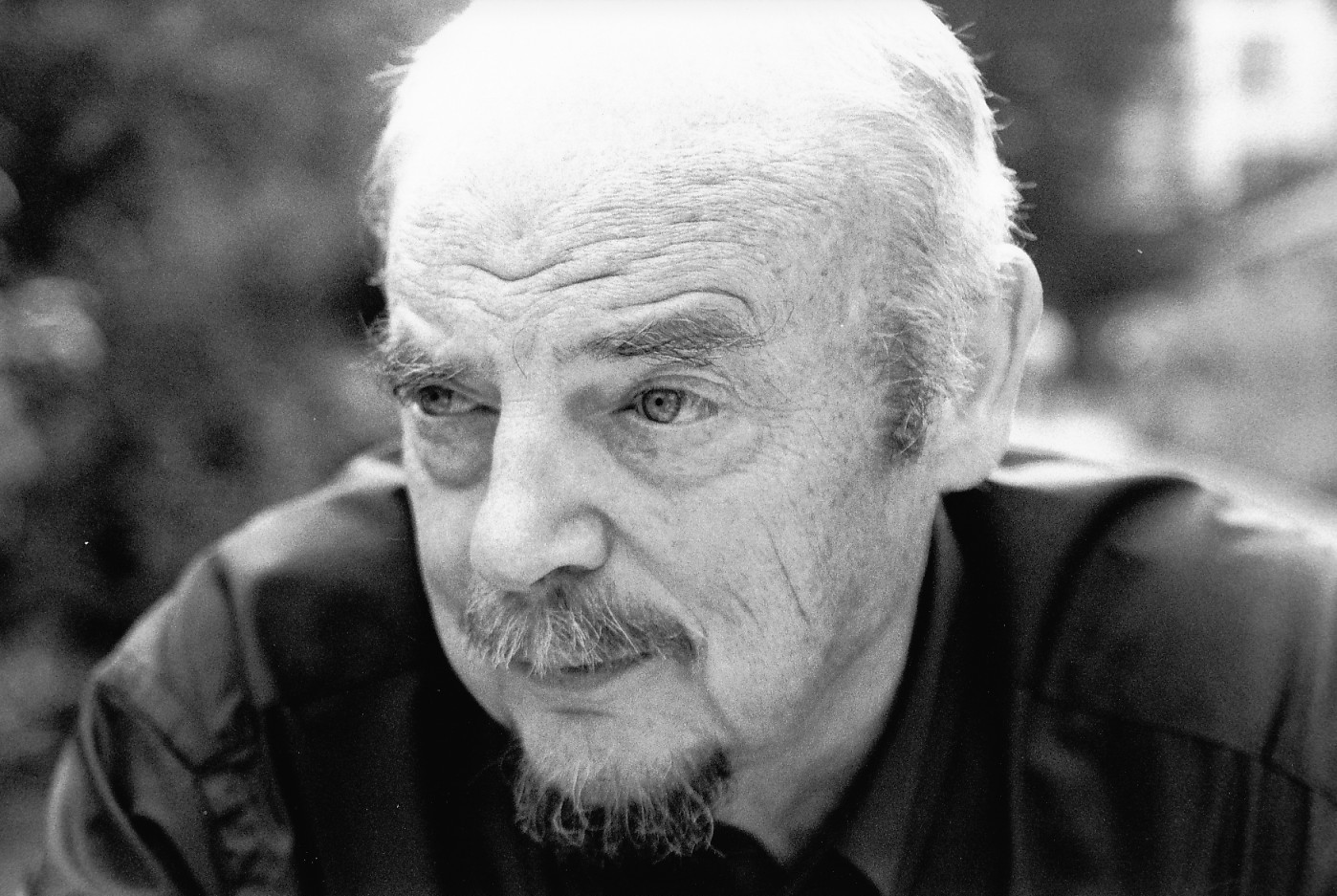
Otto Dressler (1997)

Otto Dressler (* 1. November 1930 in Braubach; † 11. Juli 2006 in München) war ein deutscher Bildhauer und Aktionskünstler.

## Leben
Dresslers beruflicher Werdegang begann als Steinmetz und Bildhauer. Er schuf in dieser Zeit 43 Denkmäler als Mahnung gegen gewaltsames Töten im Krieg und gilt als Erfinder der Verfremdung von Kunstmotiven aus dem täglichen Leben, um mit diesen Verfremdungen eine für den Betrachter verständliche und kritische Zeitanalyse zu bewirken. Dabei verarbeitete er insbesondere die Themen Krieg, Faschismus und Gewalt in seinen Aktivitäten. Eine politische Motivation spielte hierbei eine wesentliche Rolle und er verstand seine Kunst als Mittel der Provokation. Für seine Ausstellungen und Kunstaktionen benutzte er häufig Orte, an denen viele Menschen verkehrten, wie zum Beispiel Bahnhöfe, Flughäfen oder Universitäten. Während seines Daseins als Künstler wirkte er in mehr als 230 Ausstellungen und Kunstaktionen weltweit mit. Otto Dressler war von 1983 bis 1986 Bundesvorsitzender des Bundesverbandes Bildender Künstler und wurde 1990 mit dem Bundesverdienstkreuz I. Klasse ausgezeichnet. Bis zu seinem Tod lebte und arbeitete Dressler in Moosach.
Sein schriftlicher Nachlass wird im Deutschen Kunstarchiv im Germanischen Nationalmuseum in Nürnberg verwahrt.

## Ausstellungen
Seine Ausstellungen fanden in vielen Städten Europas und der Welt statt, unter anderem in Berlin (Berlin-Museum), Kairo (Echnaton-Galerie), Bonn, Wien, Moskau, München, Budapest, Basel, Stockholm, Duisburg, Hamburg, Kiel, Sofia, Nijmegen, Brüssel, Strasbourg, Schwerin und Leipzig, sowie in der Galerie des Frankfurter Flughafens. 

## Biennale
- 1987 Biennale der Ostseeländer (offizieller Beitrag der Bundesrepublik Deutschland)
- 1988 Internationale Biennale of Art Cairo (offizieller Beitrag der Bundesrepublik Deutschland)
- 2001 Internationale Biennale für Satire in der Kunst in Gabrowo, Bulgarien (Biennalepreis des Kulturministers)

## Auszeichnungen
- Bundesverdienstkreuz I. Klasse, überreicht durch Bundespräsident Richard von Weizsäcker 1989
- Bayerische Kultur-Medaille „PRO MERITIS“
- Goldener Lorbeer für das Gesamtwerk
- Preis der Ostsee-Biennale 1987 Rostock (BRD-Beitrag)
- Preis der Internationalen Art-Biennale 1988 in Kairo (BRD-Beitrag)

## Mitgliedschaften
- Bundesverband Bildender Künstler
- Deutscher Künstlerbund
- Internationales Künstler Gremium
- Künstlerhaus, Wien